# الجريمة في الأرجنتين

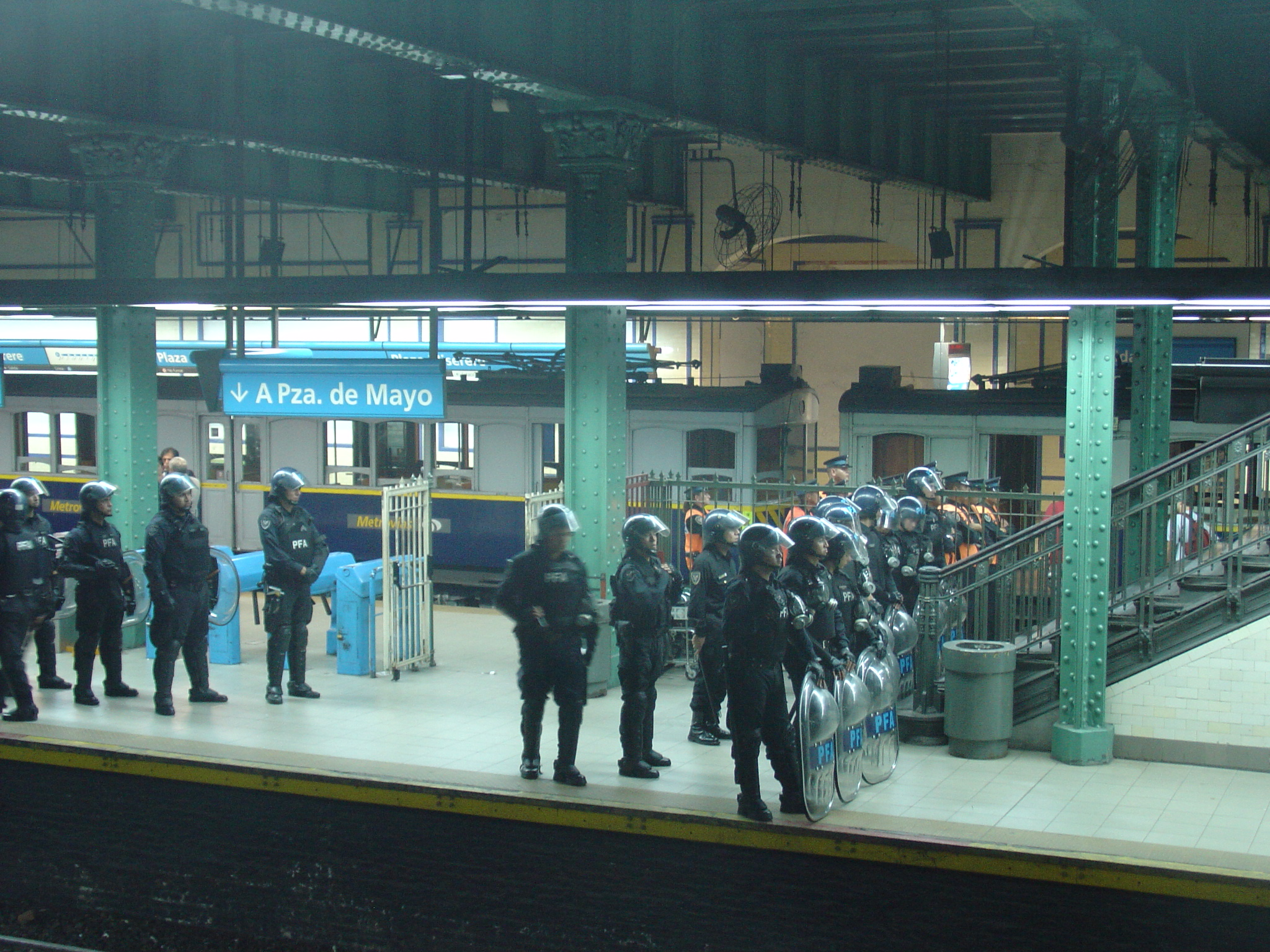
الشرطة الفيدرالية الأرجنتينية في محطة قطار في مترو أنفاق بوينس آيرس.

تحقق الشرطة الأرجنتينية في الجريمة في الأرجنتين.

## الجريمة حسب النوع

### قتل
في عام 2016, بلغ معدل جرائم القتل في الأرجنتين 5.94 لكل 100 ألف شخص. كان هناك ما مجموعه 2,605 جرائم قتل في الأرجنتين في عام 2016.

### فساد
لطالما عانت الأرجنتين من الفساد المستشري والمتفشي. لا يزال الفساد يمثل مشكلة خطيرة في القطاعين العام والخاص على الرغم من أن الإطار القانوني والمؤسسي لمكافحة الفساد قوي في الأرجنتين.
أشار مقال نُشر عام 1996 في صحيفة نيويورك تايمز إلى أن "المكافآت والرشاوى والفساد الحكومي تعتبر جزءًا من الحياة اليومية" في الأرجنتين. كما تم العثور على الرشوة والاحتيال بشكل شائع بين القطاع الخاص, وأدى الافتقار إلى الشفافية في اللوائح والقوانين الحكومية إلى زيادة عدم اليقين بين المستثمرين.
أشارت صحيفة فاينانشيال تايمز في عام 2013 إلى أن الفساد في الأرجنتين يُنظر إليه على نطاق واسع على أنه "متأصل", و "هناك شعور بأن المسؤولين الحكوميين لا يمكن المساس بهم". في مايو 2013, أعرب عالم الاجتماع أتيليو بورون عن أسفه لأن "الأرجنتيني معتاد جدًا على فكرة أن الحكومات فاسدة, ولا يبدو أنها مصدومة من أعمال الفساد", وأن فساد السياسيين لا يمنع بالتالي إعادة انتخابهم. وأضاف "هذا اقتصاد تحمل على مدى السنوات العشرين الماضية استنزافًا قانونيًا لأكثر من 160 مليار دولار, وهذا هو آتٍ الآن للانتقام منه". خلصت دراسة CIPCE (مركز التحقيق والوقاية من الجرائم الاقتصادية) إلى أن الفساد في القطاع العام وحده كلف الخزانة الوطنية حوالي 10 مليارات دولار أمريكي من عام 1980 إلى عام 2006.
افتتحت صحيفة "لا ناسيون" الأرجنتينية الرئيسية في أكتوبر 2013 أنه على الرغم من أن الفساد كان مشكلة رئيسية في الأرجنتين منذ تسعينيات القرن التاسع عشر, إلا أنه "في ازدياد" منذ التسعينيات.
كشفت برقيات ويكيليكس التي صدرت في عام 2011 أن دبلوماسيين من الولايات المتحدة وعدة دول غربية أخرى أعربوا عن قلقهم العميق بشأن المستويات الحالية للفساد في الأرجنتين. ذكرت مؤسسة هيريتيج في عام 2013, "في عهد الرئيس كريستينا فرنانديز دي كيرشنر, تدهور احترام الأسواق وسيادة القانون وازدهر الفساد".
وفقًا لمنظمة الشفافية الدولية, يوجد في الأرجنتين ما يكفي من التشريعات والمؤسسات المخصصة لمحاكمة الفساد في القطاع العام, لكن التنفيذ غير كافٍ إلى حد كبير, مما أدى إلى أن "الإفلات من العقاب لا يزال يتفوق على النزاهة".

### العنف المنزلي
تقدم المؤسسات العامة والخاصة برامج وقائية وتقدم الدعم والعلاج للنساء المعنفات. بشكل عام, يتم التعامل مع شكاوى العنف المنزلي في المحاكم المدنية, والتي يمكن أن تؤمن تدابير الحماية, بما في ذلك منع الجاني من منزل الضحية أو مكان العمل. في عام 2012, أقر الكونغرس قانونًا لمكافحة قتل الإناث يفرض عقوبات أكثر صرامة على الجناة الذين يقتلون أزواجهم أو شركائهم أو أطفالهم نتيجة للعنف القائم على النوع الاجتماعي.